# Unterseeboot type UB III
La Unterseeboot type UB III est une classe de sous-marins côtiers (Unterseeboot) construite en Allemagne pour la Marine impériale allemande pendant la Première Guerre mondiale.
La classe a été le type de U-Boote le plus construit durant la Première Guerre mondiale, avec 96 unités construites.

## Historique
Le sous-marin côtier type UB III, en dépit d'être un sous-marin torpilleur, était moins proche du type UB II de type « attaque » qui l'a précédé que le très réussi type UC II, sous-marin mouilleur de mines. Les U-Boote de type UC II ont gagné leur redoutable réputation en coulant plus de 1 800 navires alliés et neutres. Les ingénieurs allemands n'ont pas manqué l'occasion d'élargir le potentiel de cette conception en incorporant certaines de ses fonctionnalités dans un nouveau submersible équipé de torpilles.
Les U-Boote de type UB III ont rejoint le conflit à la mi-1917, après que les États-Unis d'Amérique aient déclaré la guerre à l'Allemagne et que la Marine des États-Unis ait rejoint les rangs de ses ennemis. Lorsque le système des convois a été introduit, il est devenu plus difficile d'attaquer la marine marchande ennemie sans être repéré par les destroyers d'escorte.
Néanmoins, le type UB III a servi avec distinction, coulant 507 navires ennemis pour un total de 1 212 553 tonneaux de jauge brute (GRT) et 12 navires de guerre, y compris le cuirassé HMS Britannia avant la fin des hostilités.
Plus de 200 U-Boote de type UB III ont été commandés, seuls 96 ont été achevés et 89 mis en service par la Marine impériale allemande. 37 U-boote ont été perdus, dont quatre dans des accidents. Les U-Boote survivants ont été remis aux Alliés en conformité avec les clauses de l'armistice de 1918. Certains de ces U-Boote ont servi jusqu'en 1935.
L'Allemagne a eu l'interdiction d'acquérir une nouvelle force sous-marine par le traité de Versailles, mais ses amiraux n'avaient pas l'intention de laisser leur nation oublier comment construire des sous-marins. L'Allemagne a commencé à fabriquer et à exporter des versions légèrement modifiées de type UB II et UB III. Ayant gardé les compétences de leurs ingénieurs par ce moyen, ils ont finalement ordonné la construction d'un nouveau sous-marin côtier. La conception résultante est un UB-III amélioré qui a bénéficié  de nouvelles techniques de construction entièrement soudée et une gamme de gadgets électroniques et électromécaniques : le fameux Unterseeboot type VII, le U-Boot le plus commun de la Kriegsmarine était né.

## Liste des sous-marins type UB III
95 sous-marins type UB III ont été construits pour la marine impériale allemande de 1916 à 1918, dans quatre chantiers navals différents.
Il était planifié d'en construire 201 U-Boote type UB III, mais il y eut 56 annulations de commandes. Sur les 145 en construction pendant cette période, seuls 95 ont été finis.
Un tiers des U-Boote type UB III a été perdu au combat, soit 37 unités.

### Kaiserliche Marine(marine impériale allemande)
| - Unterseeboot UB-48 - Unterseeboot UB-49 - Unterseeboot UB-50 - Unterseeboot UB-51 - Unterseeboot UB-52 - Unterseeboot UB-53 - Unterseeboot UB-54 - Unterseeboot UB-55 - Unterseeboot UB-56 - Unterseeboot UB-57 - Unterseeboot UB-58 - Unterseeboot UB-59 - Unterseeboot UB-60 - Unterseeboot UB-61 - Unterseeboot UB-62 - Unterseeboot UB-63 - Unterseeboot UB-64 - Unterseeboot UB-65 - Unterseeboot UB-66 - Unterseeboot UB-67 - Unterseeboot UB-68 - Unterseeboot UB-69 - Unterseeboot UB-70 - Unterseeboot UB-71 - Unterseeboot UB-72 - Unterseeboot UB-73 - Unterseeboot UB-74 - Unterseeboot UB-75 - Unterseeboot UB-76 - Unterseeboot UB-77 - Unterseeboot UB-78 - Unterseeboot UB-79 | - Unterseeboot UB-80 - Unterseeboot UB-81 - Unterseeboot UB-82 - Unterseeboot UB-83 - Unterseeboot UB-84 - Unterseeboot UB-85 - Unterseeboot UB-86 - Unterseeboot UB-87 - Unterseeboot UB-88 - Unterseeboot UB-89 - Unterseeboot UB-90 - Unterseeboot UB-91 - Unterseeboot UB-92 - Unterseeboot UB-93 - Unterseeboot UB-94 - Unterseeboot UB-95 - Unterseeboot UB-96 - Unterseeboot UB-97 - Unterseeboot UB-98 - Unterseeboot UB-99 - Unterseeboot UB-100 - Unterseeboot UB-101 - Unterseeboot UB-102 - Unterseeboot UB-103 - Unterseeboot UB-104 - Unterseeboot UB-105 - Unterseeboot UB-106 - Unterseeboot UB-107 - Unterseeboot UB-108 - Unterseeboot UB-109 - Unterseeboot UB-110 - Unterseeboot UB-111 | - Unterseeboot UB-112 - Unterseeboot UB-113 - Unterseeboot UB-114 - Unterseeboot UB-115 - Unterseeboot UB-116 - Unterseeboot UB-117 - Unterseeboot UB-118 - Unterseeboot UB-119 - Unterseeboot UB-120 - Unterseeboot UB-121 - Unterseeboot UB-122 - Unterseeboot UB-123 - Unterseeboot UB-124 - Unterseeboot UB-125 - Unterseeboot UB-126 - Unterseeboot UB-127 - Unterseeboot UB-128 - Unterseeboot UB-129 - Unterseeboot UB-130 - Unterseeboot UB-131 - Unterseeboot UB-132 - Unterseeboot UB-133 - Unterseeboot UB-136 - Unterseeboot UB-142 - Unterseeboot UB-143 - Unterseeboot UB-144 - Unterseeboot UB-145 - Unterseeboot UB-148 - Unterseeboot UB-149 - Unterseeboot UB-150 - Unterseeboot UB-154 - Unterseeboot UB-155 |

| Bateaux         | Nombre | Chantier naval         | N° de chantier | Construction |
| --------------- | ------ | ---------------------- | -------------- | ------------ |
| UB-48 à UB-53   | 6      | Blohm & Voss, Hambourg | 293 à 298      | 1916 - 1917  |
| UB-54 à UB-59   | 6      | AG Weser, Brême        | 266 à 271      | 1916 - 1917  |
| UB-60 à UB-65   | 6      | AG Vulcan, Hambourg    | 85 à 90        | 1916 - 1917  |
| UB-66 à UB-71   | 6      | Germaniawerft, Kiel    | 284 à 289      | 1916 - 1917  |
| UB-72 à UB-74   | 3      | AG Vulcan, Hambourg    | 96 à 98        | 1916 - 1917  |
| UB-75 à UB-79   | 5      | Blohm & Voss, Hambourg | 304 à 308      | 1916 - 1917  |
| UB-80 à UB-87   | 8      | AG Weser, Brême        | 280 à 287      | 1916 - 1917  |
| UB-88 à UB-102  | 15     | AG Vulcan, Hambourg    | 104 à 118      | 1916 - 1918  |
| UB-103 à UB-117 | 15     | Blohm & Voss, Hambourg | 309 à 323      | 1916 - 1918  |
| UB-118 à UB-132 | 15     | AG Weser, Brême        | 291 à 305      | 1917 - 1918  |
| UB-133, UB-136  | 2      | Germaniawerft, Kiel    | 310, 313       | 1917 - 1919  |
| UB-142 à UB-145 | 4      | AG Weser, Brême        | 308 à 311      | 1917 - 1919  |
| UB-148 à UB-150 | 3      | AG Weser, Brême        | 314 à 316      | 1917 - 1919  |
| UB 154 à UB 155 | 2      | AG Vulcan, Hambourg    | 119 à 120      | 1917 - 1919  |

Ce tableau inclut 7 U-Boote finis après l'Armistice du 11 novembre 1918

### Sources
- (en) Cet article est partiellement ou en totalité issu de l’article de Wikipédia en anglais intitulé « German Type UB III submarine » (voir la liste des auteurs).